# Centimorgan
Em genética, um centimorgan (abreviado cM) ou unidade de mapa (mu) é uma unidade para medir a ligação genética. É definida como a distância entre loci ou marcadores (posições) em um determinado cromossomo para a qual o número médio esperado de cruzamentos cromossômicos intervenientes em uma única geração é 0,01. Geralmente é usado para inferir a distância ao longo de um cromossomo. No entanto, não é uma distância física verdadeira.

## Relação com a distância física
O número de pares de bases aos quais ele corresponde varia amplamente em todo o genoma (diferentes regiões de um cromossomo têm diferentes propensões para o cruzamento) e também depende se a meiose em que o cruzamento ocorre é uma parte da oogênese (formação de gametas femininos) ou espermatogênese (formação de gametas masculinos).
Um centimorgan corresponde a cerca de 1 milhão de pares de bases em humanos, em média. A correlação é difícil, pois a distância cromossômica física correspondente a um centimorgan varia de um lugar para outro no genoma, e também varia entre homens e mulheres, uma vez que a recombinação durante a formação de gametas em mulheres é significativamente mais frequente do que em homens. Kong et al. calculou que o genoma feminino tem 4460 cM de comprimento, enquanto o genoma masculino tem apenas 2590 cM de comprimento. Plasmodium falciparum tem uma distância de recombinação média de ~15 kb por centimorgan: marcadores separados por 15 kb de DNA (15.000 nucleotídeos) têm uma taxa esperada de cruzamentos cromossômicos de 0,01 por geração. Observe que os genes não sintênicos (genes que residem em cromossomos diferentes) são inerentemente desvinculados e as distâncias cM não são aplicáveis a eles.

## Relação com a probabilidade de recombinação
Como a recombinação genética entre dois marcadores é detectada apenas se houver um número ímpar de cruzamentos cromossômicos entre os dois marcadores, a distância em centimorgans não corresponde exatamente à probabilidade de recombinação genética. Assumindo a função de mapa de JBS Haldane, em que o número de cruzamentos cromossômicos é distribuído de acordo com uma distribuição de Poisson, uma distância genética de d centimorgans levará a um número ímpar de cruzamentos cromossômicos e, portanto, a uma recombinação genética detectável, com probabilidade
{\displaystyle \Pr[{\text{recombination}}|{\text{linkage of }}d{\text{ cM}}]=\sum _{k=0}^{\infty }\Pr[2k+1{\text{ crossovers}}|{\text{linkage of }}d{\text{ cM}}]}
{\displaystyle {}=\sum _{k=0}^{\infty }e^{-d/100}{\frac {(d/100)^{2\,k+1}}{(2\,k+1)!}}=e^{-d/100}\sinh(d/100)={\frac {1-e^{-2d/100}}{2}}\,,}
onde sinh é a função seno hiperbólica. A probabilidade de recombinação é de aproximadamente d/100 para pequenos valores de d e se aproxima de 50% conforme d vai para o infinito.
A fórmula pode ser invertida, dando a distância em centimorgans em função da probabilidade de recombinação:
{\displaystyle d=50\ln \left({\frac {1}{1-2\Pr[{\text{recombination}}]}}\right)\,.}